# Bad Sulza
Bad Sulza est une ville de Thuringe en Allemagne.

## Jumelage
- Bad Camberg (Allemagne) depuis le 9 janvier 1991[1]

## Personnalités liées à la ville
- Charles Benoît Hase (1780-1864), philologue né à Bad Sulza.
- Friedrich Christoph Förster (1791-1868), historien né à Münchengosserstädt.
- Ernst Joachim Förster (1800-1885), peintre né à Münchengosserstädt.
- Bruno Lietz (1925-2005), homme politique né à Wormstedt.
- Gustav Bergemann (1948-), homme politique né à Bad Sulza.